# John Keenan
John Keenan (ur. 19 grudnia 1964 w Glasgow) – brytyjski duchowny katolicki, biskup Paisley od 2014.

## Życiorys
Święcenia kapłańskie otrzymał 9 lipca 1995 i został inkardynowany do archidiecezji Glasgow. Był m.in. kapelanem szkoły średniej i uniwersytetu w Glasgow oraz dyrektorem kurialnego wydziału ds. powołań.
8 lutego 2014 papież Franciszek mianował go ordynariuszem diecezji Paisley. Sakry udzielił mu 19 marca 2014 metropolita Glasgow - arcybiskup Philip Tartaglia.